# روبرت مارس
روبرت مارس (بالإنجليزية: Robert March)‏ هو أكاديمي أسترالي، ولد في 2 مايو 1928، وتوفي في 20 نوفمبر 2010.